# Площа 1905 року (станція метро)
56°50′09″ пн. ш. 60°35′59″ сх. д. / 56.83583° пн. ш. 60.59972° сх. д.
«Площа 1905 року» (рос. Площадь 1905 года)  — станція Єкатеринбурзького метрополітену. Розташована між станціями «Динамо» і «Геологічна». Станція знаходиться поруч із центральною площею міста — площею 1905 року. Виходи на вулицю 8 Березня і в Театральний провулок.

## Технічна характеристика
Конструкція станції — колонна трисклепінна (глибина закладення — 35 м).
Похилий хід має чотиристрічковий ескалатор, починається з південного торця станції.

## Вестибюлі
Вихід у місто на площу 1905 року, Театральний провулок, вулицю 8 Березня, до проспекту Леніна.

## Колійний розвиток
Станція з колійним розвитком — 3 стрілочних переводи і 1 станційна колія для обороту та відстою рухомого складу.

## Оздоблення
Колони оздоблені червоним полірованим гранітом, вони об'єднані попарно в поздовжньому напрямку, що візуально скорочує протяжність центрального залу. Колійні стіни оздоблені білим мармуром і прикрашені рельєфно-художніми композиціями у вигляді великих картушей бронзового лиття та флорентійськими мозаїками, що відображають революційні дні Уралу.
За поздовжньою віссю головного залу станції висять оригінальні люстри з кришталю і бронзи, прекрасно поєднуються з ритмічним членуванням склепіння паралельними складками. Платформи освітлені світильниками-бра, розміщеними на колонах. Контрастні світлові рішення білих склепінь і світлого облицювання колійних стін з соковито-червоним мармуром порталів і насиченим кольором підлоги вдало підкреслюють суворо-урочистий стиль центрального залу.
Вхід в наземний павільйон станції має форму порталу, аналогічну порталу, утвореному попарно сполученими колонами.

## Ресурси Інтернету
- Станція «Площа 1905 року» на новій версії сайту «Світ метро» [Архівовано 5 травня 2014 у Wayback Machine.](рос.)